# エアロノーティクス オービター

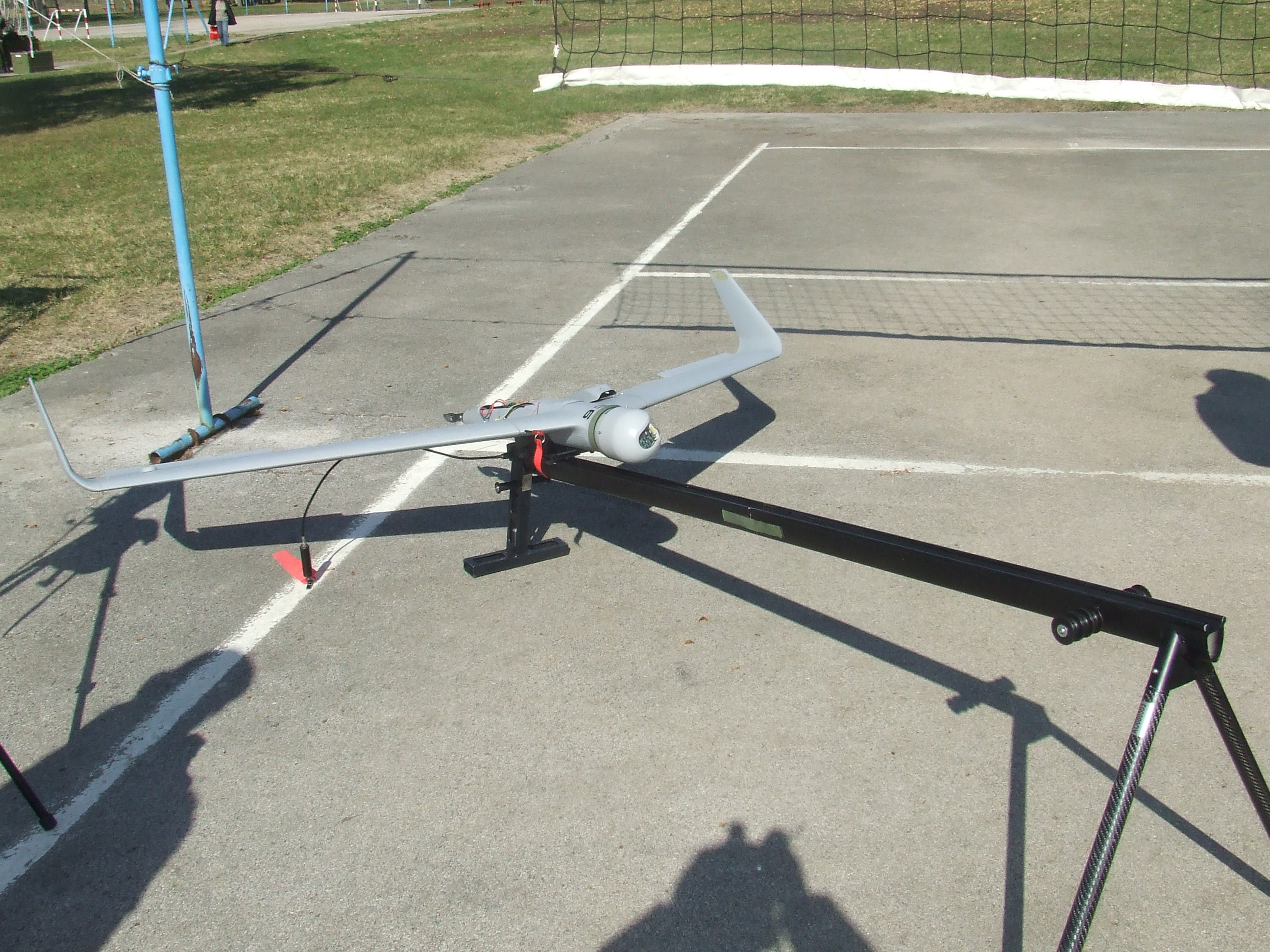
オービター2

オービター（Orbiter）は、イスラエルのエアロノーティクス・ディフェンス・システムズで開発されたUAV（無人航空機）シリーズ。

## 概要

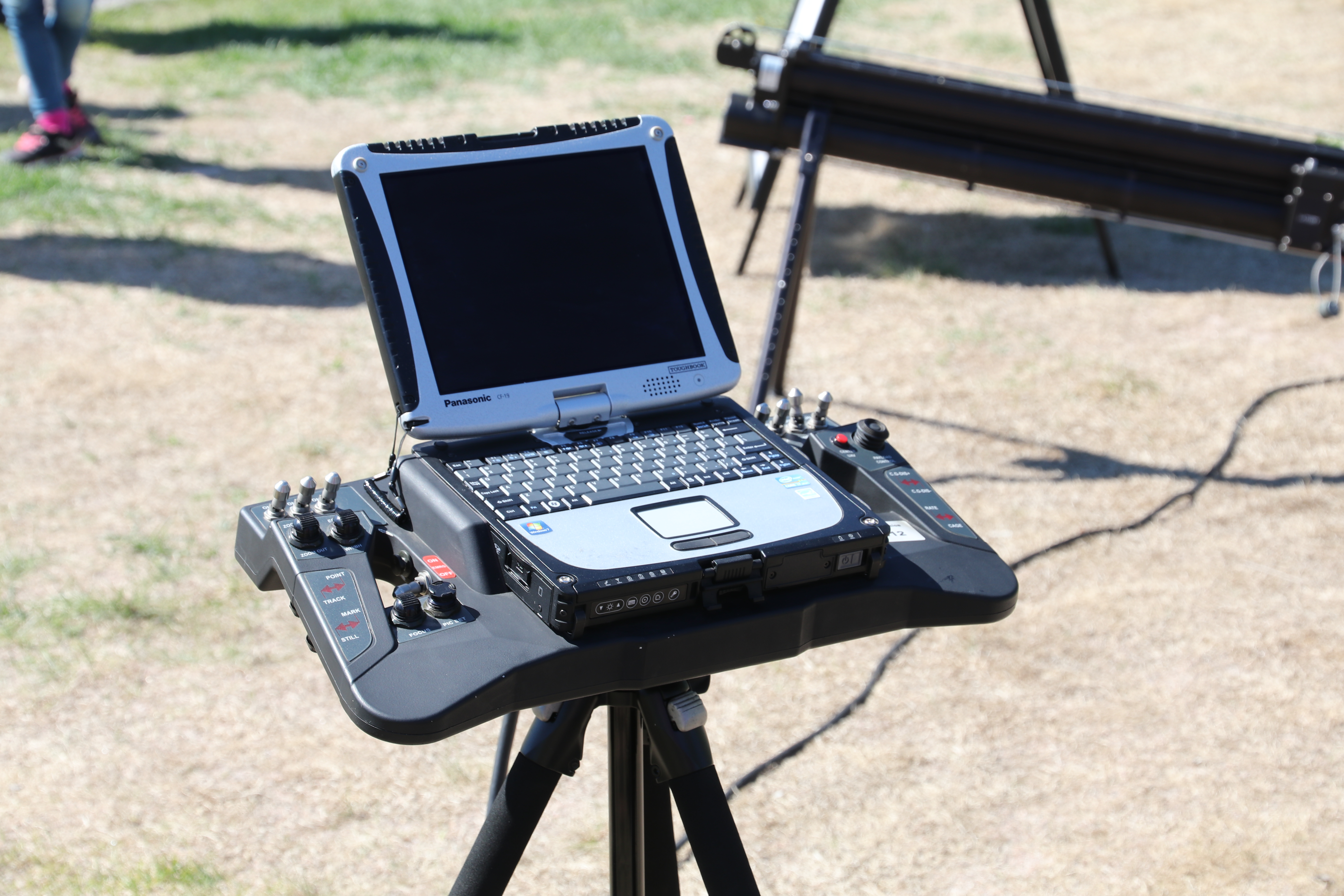
タフブックを使用した管制ステーション（フィンランド軍）

オービターには大きさや運用目的の違いによっていくつかのバージョンが存在するが、共通して主翼にウィングレットを備えた無尾翼機であり、エンジンはオービター4を除いて電気モーターを使用している。発進にはカタパルト、回収にはパラシュートとエアバッグを用いる。艦上運用も可能で、その際は回収をネットで行う。管制ステーションはノートパソコン型で、移動しながらの管制ができ、スイッチ1つで発進場所へ帰還する機能を備える。

### オービター2
地上軍の近距離偵察を想定したミニUAV。全長1m、全幅2.2mと小型であるため、機体と周辺装備一式をバックパックに入れて持ち運ぶことが可能。航続時間は4時間、行動半径は100km。
センサーは機首と一体化したターレットに装備する。搭載できるセンサーには昼間用光学センサーD-STAMP、夜間用赤外線センサーUZ-STAMP、昼夜兼用でレーザーポインターを備えたM-STAMP、3Dマッピング用のHD-Liteがある。
2006年からイスラエル軍で運用開始。哨戒艇やコルベットから運用している。

### オービター3
2011年にパリ航空ショーにて発表された戦術UAV。想定されている用途はISTAR（諜報・監視・目標捕捉・偵察）、砲兵隊の観測支援、車両隊の警備など。全幅4.2mと大型化したが、機首にカナード翼が付き、ウィングレットは上下反転して下向きになっている。航続時間は7時間、行動半径は150km。
センサーはオービター2と共通のものを使用できる。

### オービター1K
2015年に発表されたオービター2の派生型で、昼夜兼用のマルチセンサーに加えて2kgの弾頭を搭載する自爆突入型UAVである。航続時間は2～3時間で、目標地域の上空を遊弋し目標を発見次第突入する。
KはKingfisher（カワセミ）、あるいはKamikaze（神風）の頭文字と言われている。

### オービター4
2016年に発表された最新型で、オービター3をさらに発展させた戦術UAV。全幅5.4mとさらに大型化し、航続時間も24時間に増した。大型化に伴い、エンジンも電気モーターから多燃料エンジンへと変更されている。
センサーは機首のものに加えて胴体下に合成開口レーダーの搭載が可能になり、他にもシギント装備や電子戦装備にも対応する。

## 採用国

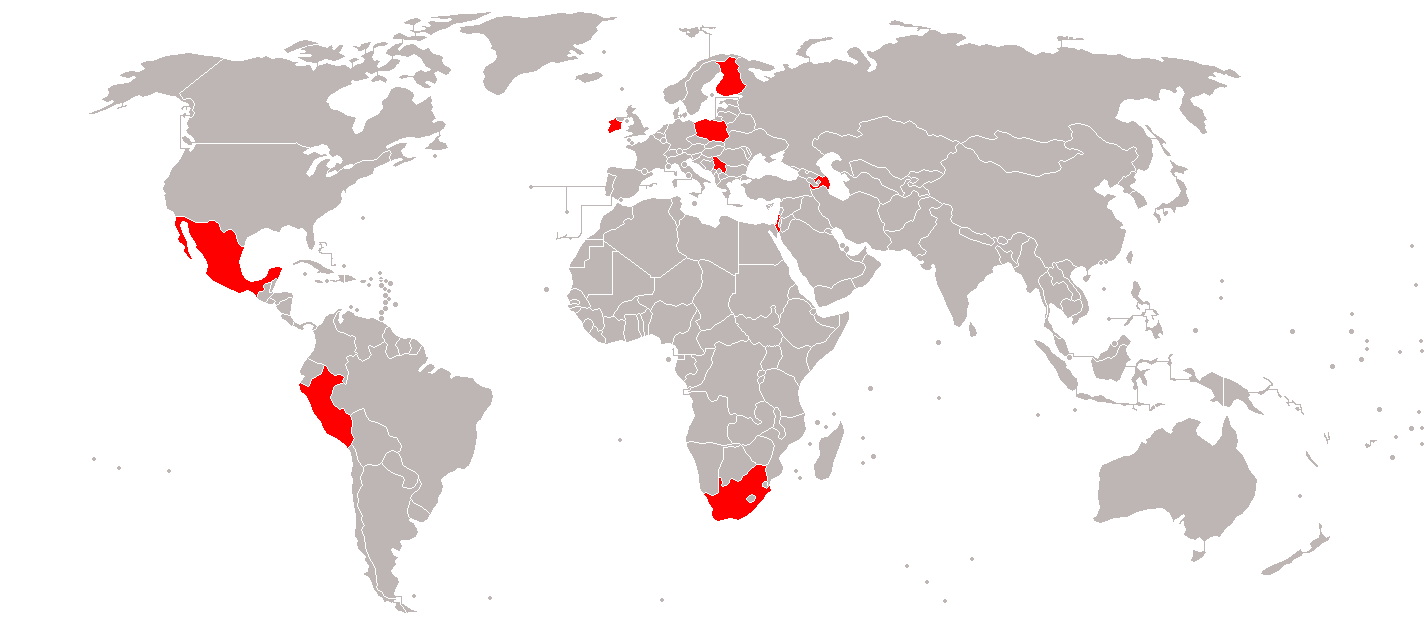
運用国（赤）

アゼルバイジャン
 フィンランド
 イギリス
 アイルランド
 イスラエル
 メキシコ
 ペルー
 ポーランド
 セルビア
 シンガポール
2023年時点で、シンガポール空軍がオービター4を保有。
 南アフリカ共和国
 スペイン
 タイ
 トルクメニスタン
2024年時点で、トルクメニスタン空軍がオービター2を保有。
 アメリカ合衆国